# Samura Kamara
Pour les articles homonymes, voir Kamara.
Samura Mathew Wilson Kamara, né le 30 avril 1951 à Kamalo, est une personnalité politique et un économiste sierra-léonais.
Il est le candidat du Congrès de tout le peuple au poste de Président de la Sierra Leone aux élections de 2018 et de 2023.
En décembre 2023, la Cour d'appel à place Samura Kamura sous mandat d'arrêt est ordonné l'arrestation immédiate de Samura Kamura, pour son implication dans une affaire liée à la vente des actions d’une société minière lorsqu’il était ministre des Finances.

## Carrière
Il a occupé les postes suivants :
- ministre des Affaires étrangères et de la Coopération internationale de la Sierra Leone de 2012 à 2017 ;
- ministre des Finances et du Développement économique de 2009 à 2012 ;
- gouverneur de la Banque de Sierra Leone de 2007 à 2009.